# Meret Becker
Pour les articles homonymes, voir Becker.
Meret Becker est une actrice et chanteuse allemande née le 15 janvier 1969 à Brême, Allemagne.

## Filmographie

### Actrice
- 1980 : Kaltgestellt de Bernhard Sinkel : Anna
- 1992 : Kleine Haie de Sönke Wortmann : Herta
- 1993 : L'Innocent (The Innocent) de John Schlesinger : Ulrike
- 1994 : Les Années du mur (Das Versprechen) de Margarethe von Trotta : Sophie, jeune
- 1996 : Killer Kondom (Kondom des Grauens) de Martin Walz (de) : Phyllis Higgins
- 1997 : Rossini (Rossini – oder die mörderische Frage, wer mit wem schlief) de Helmut Dietl : Zillie Watussnik
- 1997 : La vie est un chantier (Das Leben ist eine Baustelle) de Wolfgang Becker : Moni
- 1997 : Comedian Harmonists de Joseph Vilsmaier : Erna Eggstein
- 1999 : L'Einstein du sexe (Der Einstein des Sex) de Rosa von Praunheim : une employée
- 1999 : Annaluise et Anton (de) (Pünktchen und Anton) de Caroline Link : Elli Gast
- 2006 : Munich de Steven Spielberg : Yvonne
- 2007 : Une avalanche de cadeaux (Meine schöne Bescherung) de Vanessa Jopp (de) : Pauline
- 2007 : Mon Führer : la Vraie Véritable Histoire d'Adolf Hitler (Mein Führer – Die wirklich wahrste Wahrheit über Adolf Hitler) de Dani Levy : une secrétaire
- 2011 : Coq au vin (Kokowääh) de Til Schweiger : Charlotte
- 2013 : Zones humides (Feuchtgebiete) de David Wnendt : La mère d'Helen
- 2013 : La Petite Sirène (Die kleine Meerjungfrau) de Irina Popow (de) : Princesse Mydra
- 2019 : Whisper 4 : La Légende de la guerrière (Ostwind: Aris Ankunft) de Theresa von Eltz (de) : Britta
- 2024 : The Signal (Das Signal) de Nadine Gottmann et Sebastian Hilger.  : Friedrike
- 2024 : Fortes têtes (Familie is nich) de Nana Neul : Anne (téléfilm)